# Lech, Czech i Rus

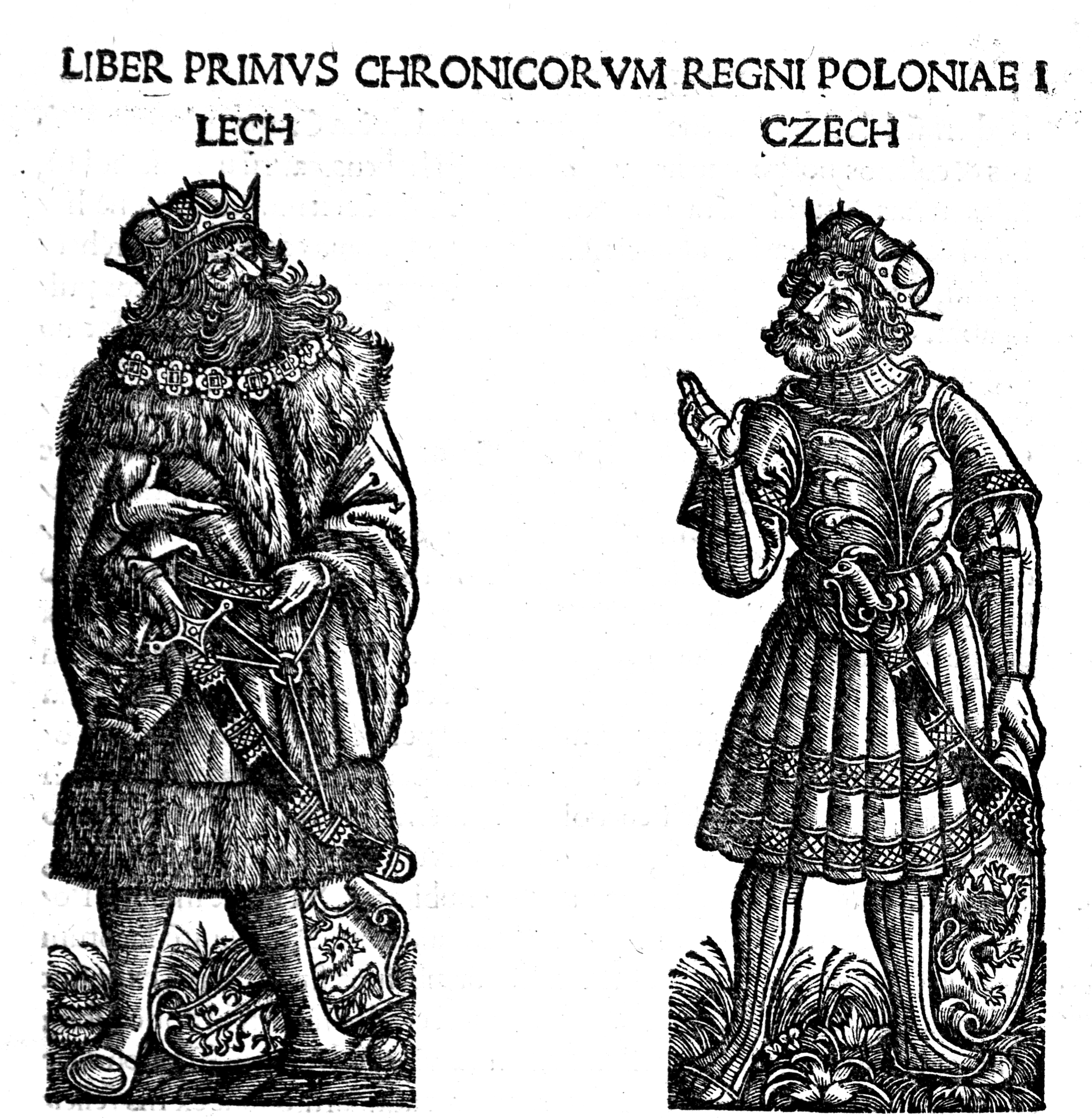
Lech i Czech

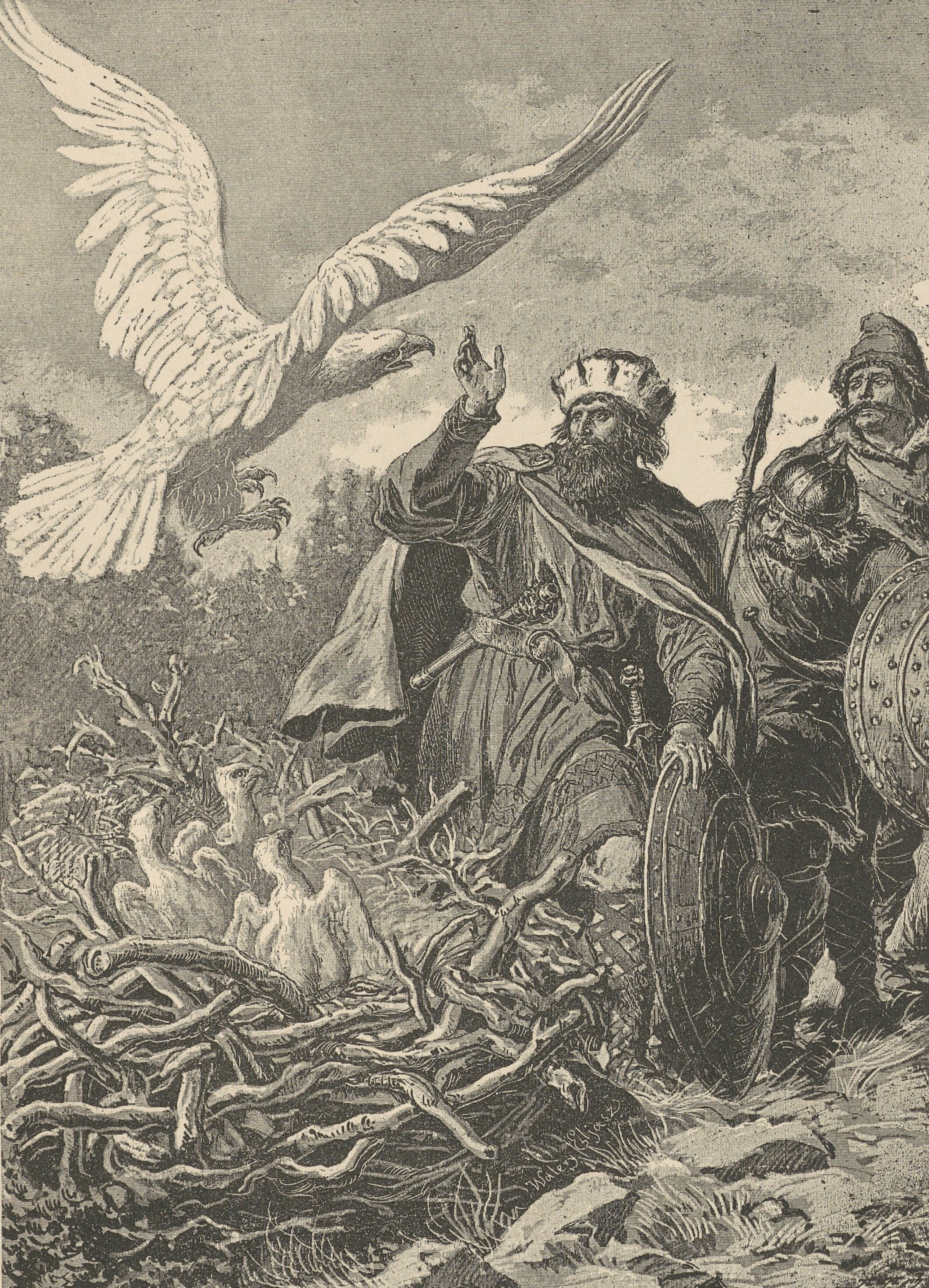
Lech i Biały Orzeł, dzieło autorstwa Walerego Eljasza-Radzikowskiego

Lech, Czech i Rus – legenda o trzech braciach: Lechu, Czechu i Rusie, którzy osiedli na zachodzie, południu oraz wschodzie i dali początek oddzielnym krajom zachodniosłowiańskim: Polsce, Czechom i wschodniosłowiańskiej Rusi.
Dzisiaj symbolizują one braterstwo Słowian zachodnich i wschodnich, lecz również służyć miały pośrednio swoistej teorii o czeskiej praojczyźnie Słowian zamieszkujących Europę Środkową.

## Historia
Legenda zapisana została pierwszy raz po łacinie w tzw. Kronice polsko-węgierskiej, datowanej przez historyków na rok 1222. Jej treść obejmuje czasy sięgające X wieku; z lat panowania króla węgierskiego Władysława I Świętego . Kronika relacjonuje podróż trzech słowiańskich książąt: Czecha, Lecha i Rusa, którzy z terenów dawnej Chorwacji, gdzie znajdowało się słowiańskie państwo Karantania, udali się na północ i zapoczątkowali najpierw Państwo wielkomorawskie, a później nowe państwa słowiańskie: Czechy, Polskę oraz Ruś .
Legendę zanotowała także Kronika wielkopolska, powstała w II połowie XIII wieku, najprawdopodobniej przed rokiem 1296. Według jej anonimowego autora bracia pochodzili z Panonii, skąd wyruszyli na północ, gdzie założyli państwa nazwane ich imionami.
Gdy zaś (Lech) ze swoim potomstwem wędrował przez rozległe lasy, gdzie teraz istnieje królestwo polskie, przybywszy wreszcie do pewnego uroczego miejsca, gdzie były bardzo żyzne pola, wielka obfitość ryb i dzikiego zwierza, tamże rozbił swe namioty. A pragnąc tam zbudować pierwsze mieszkanie, aby zapewnić schronienie sobie i swoim rzekł „Zbudujmy gniazdo”! Stąd i owa miejscowość aż do dzisiaj zwie się Gniezno, to jest „budowanie gniazda”.
Legenda wspomniana została także w XIV-wiecznej Kronice Dalimila, spisanej w języku czeskim. Zawarł ją również w XV wieku Jan Długosz w Kronikach Królestwa Polskiego.

### Wersje legendy
Kronika wielkopolska opisuje trzech braci: Lecha, Czecha i Rusa, którzy zakładają trzy słowiańskie narody: Lechitów/Polaków, Czechów oraz Rusów/Rusinów. Czeska Kronika Dalimila opisuje dwóch braci: Lecha i Czecha.
Jan Długosz przekształcił legendę z Kroniki wielkopolskiej, czyniąc Rusa jednym z potomków Lecha. Miał on odziedziczyć część kraju Lechitów, zwany od tej pory Rusią. Potomkiem Rusa według Długosza był germański wódz Odoaker.
Do tych legendarnych wątków powracali w późniejszych opracowaniach pisarze polscy oraz czescy. Alois Jirásek opisał w 1894 legendę w książce „Staré pověsti české” gdzie dwóch braci, Czech i Lech, przybywa do Europy centralnej ze wschodu.

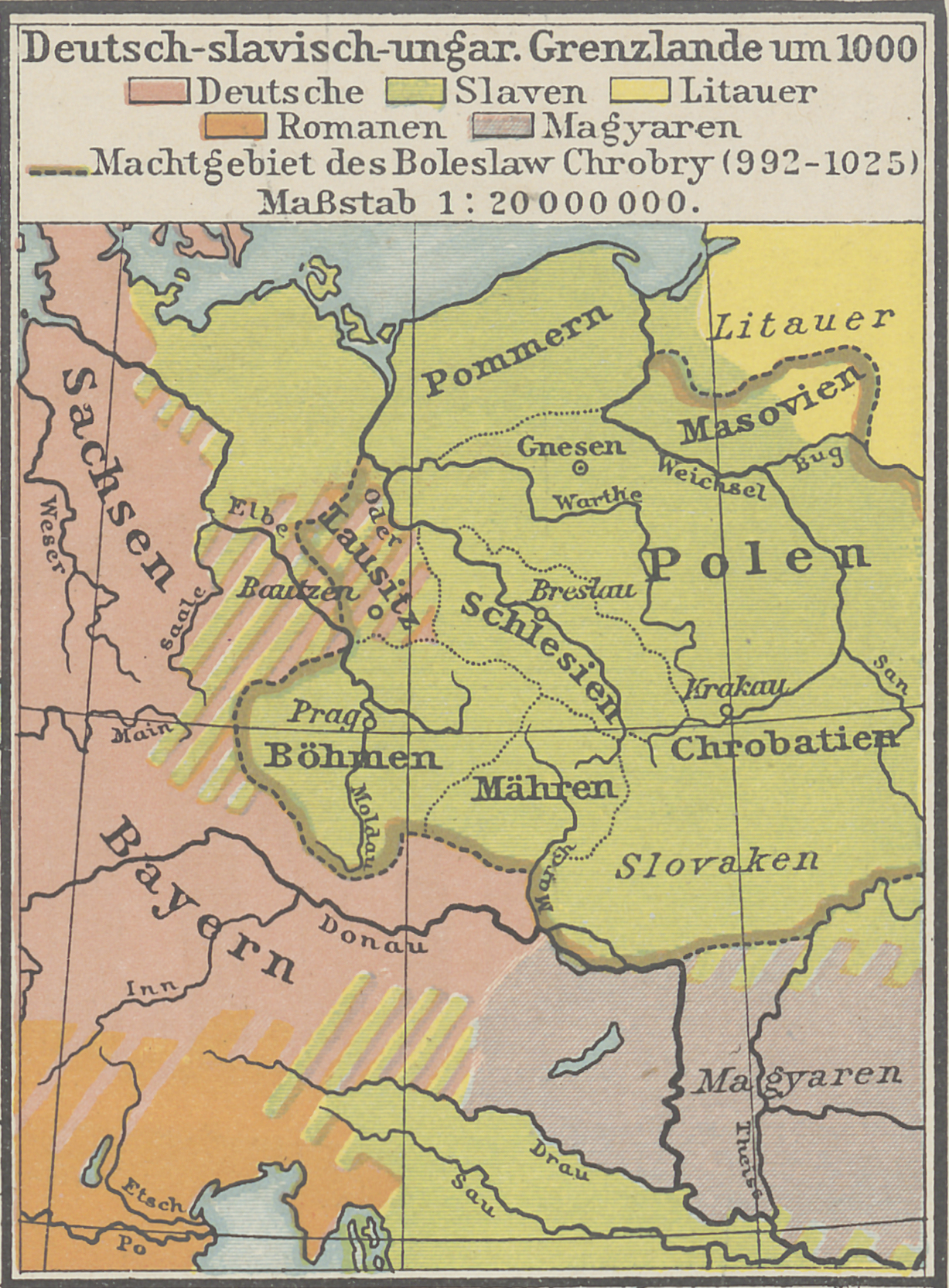
Polska za panowania Bolesława Chrobrego ok. 1000 r.

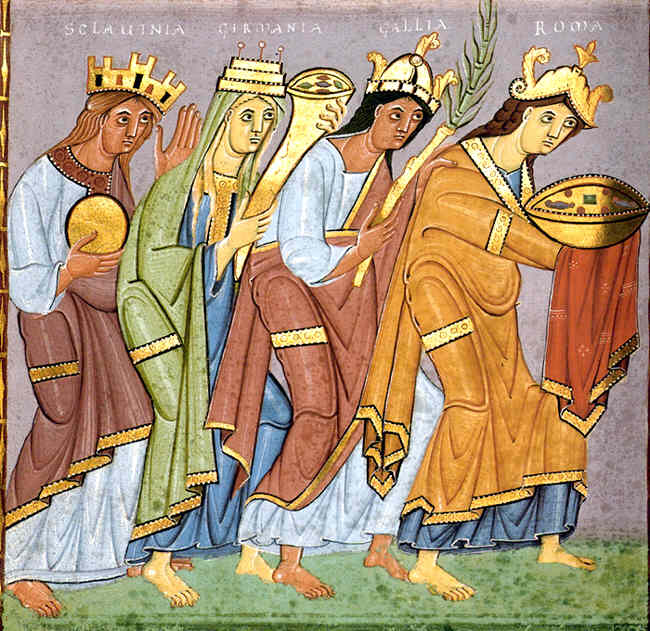
Personifikacja czterech krajów (Sclavinii, Germanii, Galii i Romy) z Ewangeliarza Ottona III; ok. 1000 r.

Na Śląsku Cieszyńskim istnieje również bardzo podobna do legendy o Czechu, Lechu i Rusie regionalna legenda związana z założeniem miasta Cieszyn, w której występuje trzech braci: Bolko, Leszko i Cieszko – założyciele miasta.

### Legenda kijowska, ormiańska i chorwacka
Według Powieści minionych lat założycielem Kijowa był Kij, przywódca jednego z rodów Polan wschodnich. Miasto Kijów założył wraz z braćmi Szczekiem i Chorywem, którzy osiedli na trzech wzgórzach koło lasu, nazwanych ich imionami, gdzie żyli z łowów. Mieli także siostrę imieniem Łybedź. Później Kij miał wraz z drużyną chodzić do Carogrodu, gdzie służył jednemu z cesarzy i cieszył się jego szacunkiem.
Legenda podobna do podania o Kiju i jego braciach pojawia się już w źródłach ormiańskich z VI/VII wieku, autorstwa historyka Zobiego Glaki. Bohaterowie noszą tam imiona Kuar, Meltej i Chorean. Są oni synami hinduskich książąt i zakładają trzy miasta (przy czym Chorean w kraju nazwanym „Paluni”), nazywają je swoim imieniem, oraz stawiają idole na wzgórzu Krakeja, które ma dużo drzew i jest dobrym miejscem na łowy. Przypuszcza się, że wpływ na powstanie XII-wiecznej legendy Nestora miała istniejąca już opowieść ormiańskiego historyka.
Przeczyłby jednak temu raczej fakt zanotowania w Chorwacji istnienia legendy łudząco podobnej do wersji zarówno czesko-polskiej, jak i kijowskiej. Bracia zwą się tam Czech, Leh i Mech (przy czym imiona czasem ulegają zmianie zależnie od miejsca) oraz mają siostrę, której imię jest nieznane. Zakładają oni trzy miasta i nazywają je swoim imieniem. Legenda została zanotowana po raz pierwszy w dziele Ivana Kristofora de Jordana pt. De originibus slavicis wydanym w 1745, wzmiankującym legendę o trzech braciach, którzy z winy swej siostry pokłócili się i rozeszli po świecie. Dokładniej zbadał ją chorwacki historyk Stjepan Krizin Sakač, porównujący zbieżności w legendach i wysuwający różne wnioski. Zwrócił on uwagę m.in. na imię siostry w wersji kijowskiej, które wywodzi się zazwyczaj od słowa „łabędź”, oraz zbieżności między armeńską nazwą wzgórza „Karap-et” (Łabędź-ica) i zestawiając je z chorwacką nazwą wzgórza „Krapina”. Także rdzenie imion braci oraz miejsc wykazują podobieństwa.

### Opracowania dla dzieci
- O Lechu, Czechu i Rusie, Czesław Janczarski, 1983
- O Lechu, Czechu i Rusie w Legendy polskie Wanda Chotomska
- Legenda o Lechu, Czechu i Rusie w opracowaniu Marty Berezowskiej

## Dęby Lech, Czech i Rus
Imiona tych trzech braci nadano trzem pomnikowym dębom znajdującym się w ogrodzie angielskim przylegającym do późnobarokowego pałacu w Rogalinie koło Poznania. Według wielkopolskiej legendy w tym miejscu spotkali się na polowaniu Lech, Czech i Rus. Badania dendrochronologiczne wykazały, że dąb Rus jest najstarszym dębem w Polsce i prawdopodobnie ma ponad 800 lat. 
Te i inne wielowiekowe dęby rogalińskie zostały uznane za pomniki przyrody i są objęte ochroną na terenie Rogalińskiego Parku Krajobrazowego. Były inspiracją dla wielu malarzy goszczących już od XIX wieku w rogalińskiej siedzibie rodu Raczyńskich, m.in. Leona Wyczółkowskiego, Michała Wywiórskiego, a także dla malarzy współczesnych, np. Lucyny Smok, której obraz stał się podstawą muralu, który powstał w 2024 r. w Rogalinku.